# 22 лютого
22 лютого — 53-й день року в григоріанському календарі. До кінця року залишається 312 днів (313 днів — у високосні роки).

## Свята і пам'ятні дні

### Міжнародні
- Європейський день підтримки жертв злочинів (заснований 1990 року міжнародною правозахисною організацією Victim Support Europe (V.S.E.))

### Національні
- Єгипет: День єдності
- Індія: День матері
- Катар: День вступу еміра на престол
- Киргизстан: День працівника геодезії та картографії
- Мексика: Національний день трауру
- Монголія: День Субаатара
- Сент-Люсія: День незалежності
- США: День народження Джорджа Вашингтона
- Центральноафриканська Республіка: День народження Президента
- Японія: День кішки

### Релігійні
Православні:
- Мучеників Маврикія і 70-ох воїнів: Фотина, Федора, Филипа та інших.
- Знайдення мощей мучеників, що в Євгенії.
- Преподобних Фаласія, Лимнія і Варадата, пустельників сирійських.
- Преподобного Афанасія, сповідника.

 Язичницькі:
- День Конкордії, богині згоди, охоронниці ладу в державі — Стародавній Рим

### Іменини
✝  Католицькі:
✙ Православні: Маврикій, Федір, Пилип.

## Події
- 1371 — шотландський трон обійняв перший представник династії Стюартів, Роберт II
- 1630 — англійські колоністи вперше спробували поп-корн, яким їх почастував індіанець на ймення Кводекуайн
- 1635 — з ініціативи кардинала Рішельє утворена Французька академія
- 1744 — у війні за австрійську спадщину розпочалася Тулонська битва — морський бій у Середземному морі між британським флотом під командуванням генерала Мальюса (27 лінійних кораблів, 8 фрегатів) і об'єднаним франко-іспанським флотом. Британці зазнали розгромної поразки
- 1797 — біля Фішгарда, Уельс, розпочалося останнє вторгнення французів у Британію
- 1819 — підписаний іспано-американський договір про передачу Флориди від Іспанії до США за 5 мільйонів доларів
- 1848 — У Парижі почалась революція, жорстоке придушення якої королівськими військами призвело до зречення престолу короля Луї-Філіппа I 24 лютого і проголошення 25 лютого Другої французької республіки
- 1862 — у Ричмонді, штат Вірджинія, вступив на посаду перший і єдиний президент Південної Конфедерації Джефферсон Девіс (його президентська каденція становила 6 років)
- 1878 — відбулася прем'єра Четвертої симфонії Петра Чайковського
- 1889 — президент Гровер Клівленд підписав білль про визнання Північної Дакоти, Південної Дакоти і Вашингтона штатами США
- 1894 — у Пенсільванії засновано Український народний союз, найстаршу і найбільшу організацію українців США та Канади
- 1901 — при вході до протоки Золоті Ворота наскочив на рифи і затонув американський пароплав «Ріо-де-Жанейро», загинули 128 людей
- 1920 — у Каліфорнії вперше влаштовані перегони собак за механічним зайцем
- 1924 — Калвін Кулідж став першим президентом США, який виступив зі зверненням до народу, трансльованим по радіо з Білого дому
- 1935 — літакам заборонено пролітати над резиденцією президента США — Білим домом
- 1945 — Раднарком СРСР ухвалив рішення щодо будівництва метро в Києві
- 1945 — Уругвай оголосив війну Німеччині та Японії
- 1946 — американський дипломат у Москві Дж. Ф. Кеннан відправив до Державного департаменту «Довгу телеграму», що істотно визначила політику США щодо СРСР
- 1956 — Елвіс Преслі вперше потрапив у музичний хіт-парад з піснею «Heartbreak Hotel»
- 1958 — президенти Єгипту і Сирії підписали акт про об'єднання двох країн в Об'єднану Арабську Республіку
- 1958 — підписаний договір, за яким Велика Британія дозволила розмістити на своїй території американську ядерну зброю
- 1966 — в СРСР запущений супутник «Космос-110»: уперше екіпаж складався з двох собак — Вєтєрка і Уголька
- 1968 — під час 13-ї Радянської антарктичної експедиції відкрита перша радянська полярна станція біля берегів Західної Антарктиди — «Беллінсгаузен»
- 1979 — Сент-Люсія проголосила незалежність від Великої Британії
- 1986 — на Філіппінах почалася безкровна революція «Влада народу», внаслідок якої після численних протестів і вуличних демонстрацій була скинута диктатура президента Фердинанда Маркоса, що правив 20 років
- 1992 — вийшов дебютний альбом британського гурту Radiohead «Pablo Honey»
- 1992 — Україна встановила дипломатичні відносини з Республікою Бурунді
- 1997 — пісня «Don't Speak» гурту No Doubt очолила чарт і вивела маловідомий до того моменту гурт в суперзірки.
- 1997 — вчені з Единбурга (Шотландія) вперше повідомили про успішне клонування вівці, яка народилася 5 липня 1996 року. Новонароджена одержала ім'я Доллі.
- 2014 — Революція Гідності в Україні
- 2015 — близько 13:20 у Харкові поблизу станції метро «Маршала Жукова» під час Маршу єдності скоєно терористичний акт — внаслідок вибуху пристрою, який, за повідомленням СБУ, був захований у кучугурі снігу, загинули троє цивільних та один співробітник міліції; поранено 9 осіб.

## Народились

Артур Шопенгауер

Дивись також Категорія:Народились 22 лютого
- 1403 — Карл VII Переможний, король Франції, з династії Валуа
- 1732 — Джордж Вашингтон (†14 грудня 1799), громадський та військовий діяч, перший президент Сполучених Штатів Америки.
- 1788 — Артур Шопенгауер, німецький філософ.
- 1796 — Адольф Кетле, французький та бельгійський математик, один із засновників наукової статистики.
- 1805 — Сара Фулер Флауер Адамс, англійська поетеса (пом. 1848)
- 1806 — Левко Боровиковський, український поет-романтик, байкар, автор балад, пісень, дум.
- 1810 — Фридерик Шопен, польський композитор і піаніст (інша можлива дата — 1 березня).
- 1824 — П'єр Жуль Сезар Жансен, французький астроном, який першим знайшов новий хімічний елемент гелій на Сонці.
- 1857 — Генріх Герц, німецький фізик, засновник електродинаміки, на честь якого названа одиниця частоти.
- 1880 — Осип Турянський, український письменник і літературний критик.
- 1900 — Луїс Бунюель, іспанський кінорежисер, лауреат двох «Оскарів», зняв «Золоте століття», «Скромна чарівність буржуазії».
- 1916 — Різа Лушта, албанський футболіст.
- 1921 — Джульєтта Мазіна, італійська акторка, дружина Ф. Фелліні
- 1927 — Флоренсіо Кампоманес, філіппінський шахіст, президент ФІДЕ у 1982—1995
- 1932 — Едвард Кеннеді, американський політик-демократ (8-кратний сенатор), наймолодший брат президента США Джона Кеннеді.
- 1940 — Олесь Шевченко, український політичний діяч, дисидент, член Української Гельсінської Групи, Народний депутат України 1-го скликання.
- 1944 — Джонатан Деммі, американський кінорежисер, лауреат «Оскара», зняв фільми «Мовчання ягнят», «Філадельфія».
- 1949 — Нікі Лауда, триразовий чемпіон «Формули-1».
- 1950 — Міу-Міу, французька акторка («Тріумфальний марш», «Чтиця»).
- 1950 — Дженезіс Пі-Оррідж, англійський музикант — член гуртів «Psychic TV» та «Throbbing Gristle», письменник і художник, засновник музичного стилю індастріал.
- 1951 — В'ячеслав Медвідь, український письменник-прозаїк, есеїст, Заслужений діяч мистецтв України.
- 1959 — Кайл Маклаклен, американський кіноактор («Дюна» та «Твін Пікс»).
- 1962 — Стівен Роберт Ірвін, австралійський натураліст та тележурналіст.
- 1975 — Дрю Беррімор, американська акторка («Ангели Чарлі», «Крик»).
- 1977 — Джеймс Блант, британський виконавець.

## Померли

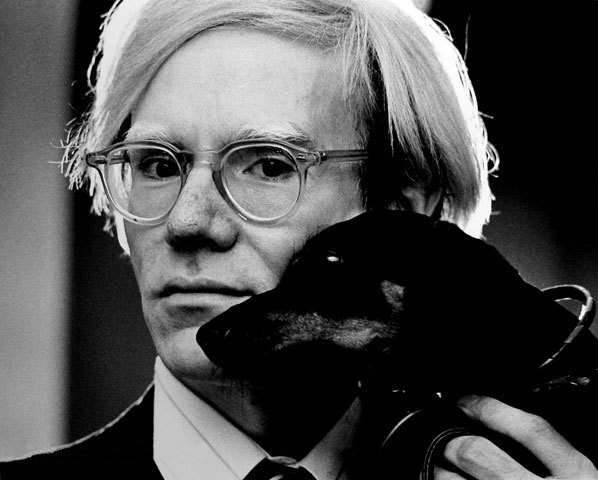
Енді Воргол

Дивись також Категорія:Померли 22 лютого
- 1512 — Амеріго Веспуччі, учасник декількох експедицій до берегів Південної Америки, названої ним Новим Світом
- 1690 — Шарль Лебрен, французький живописець.
- 1720 — Георгій VII, цар Імеретії.
- 1750 — П'єтро Філіппо Скарлатті, італійський композитор, органіст і хормейстер. Старший з дітей Алессандро Скарлатті, брат композитора Доменіко Скарлатті.
- 1797 — Барон Мюнхгаузен, німецький барон, історична особа і літературний персонаж.
- 1875 — Каміль Коро, французький живописець, один із засновників французького реалістичного пейзажу XIX століття.
- 1913 — Фердинан де Сосюр, швейцарський лінгвіст.
- 1942 — Стефан Цвейг, австрійський письменник, скоїв самогубство.
- 1960 — Іван Паторжинський, український співак (бас), Народний артист СРСР
- 1980 — Оскар Кокошка, австрійський художник-експресіоніст, скульптор, графік і театральний декоратор, драматург та поет.
- 1987 — Енді Воргол, американський митець, один із засновників поп-арту
- 2001 — Федір Бурчак, український вчений-правознавець, академік, засновник Академії правових наук України.
- 2013 — Микола Сингаївський, український поет.
- 2022 — Іва́н Дзю́ба, український літературознавець, літературний критик, громадський діяч, активний учасник руху за незалежність України, дисидент радянських часів, Герой України (2001).